# Stygonitocrella orghidani
Stygonitocrella orghidani är en kräftdjursart som först beskrevs av Petkovski 1973.  Stygonitocrella orghidani ingår i släktet Stygonitocrella och familjen Ameiridae. Inga underarter finns listade i Catalogue of Life.